# Quốc kỳ Rwanda

Quốc kỳ Rwanda

Quốc kỳ Rwanda (tiếng Pháp: Drapeau du Rwanda) có ba vạch ngang, theo thứ tự: trên cùng xanh da trời, ở giữa vàng, và dưới cùng xanh lá cây.

## Lịch sử

1959-1961
1961-1962
1962-2001
2001-nay